# Premios Emmy
Los Premios Emmy son galardones anuales a la excelencia en la industria de la televisión estadounidense. A lo largo del año se celebran varias ceremonias anuales de los premios Emmy, cada una con sus propias reglas y categorías de premios. Los dos eventos que reciben mayor cobertura mediática son los Primetime Emmy Awards y los Daytime Emmy Awards, que reconocen el trabajo sobresaliente en la programación de entretenimiento estadounidense en horario estelar y diurno, respectivamente. Otros eventos nacionales notables de los Emmy son los Children's & Family Emmy Awards para la programación televisiva infantil y familiar, los Sports Emmy Awards para la programación deportiva, los Premios Emmy de Noticia y Documental para los programas de noticias y documentales, y los Technology & Engineering Emmy Awards y los Premios Primetime Emmy para los logros tecnológicos y de ingeniería. Los Premios Emmy Regionales también se entregan en todo el país en varias ocasiones a lo largo del año, reconociendo la excelencia en la televisión local y estatal. Además, los Premios Emmy Internacionales reconocen la excelencia en la programación televisiva producida y emitida inicialmente fuera de los Estados Unidos.
La estatuilla del Emmy, que representa a una mujer alada sosteniendo un átomo, recibe su nombre de "immy", un término informal para el tubo de la cámara de vídeo orthicon que era común en las primeras cámaras de televisión. Se considera uno de los cuatro grandes premios anuales del entretenimiento estadounidense, junto con los Grammy de la música, los Oscar (Academy Award) del cine y los Tony del teatro.

## Historia
La Academia de Artes y Ciencias de la Televisión (ATAS), con sede en Los Ángeles, estableció el premio Emmy como parte de una oportunidad de creación de imagen y relaciones públicas. La primera ceremonia de los Emmy tuvo lugar el 25 de enero de 1949, en el Hollywood Athletic Club, pero únicamente para premiar a los programas producidos y emitidos localmente en el área de Los Ángeles. Shirley Dinsdale tiene la distinción de haber recibido el primer premio Emmy a la personalidad televisiva más destacada, durante esa primera ceremonia de entrega de premios.<ref="emmyHistory"/> El término "Emmy" es una alteración francesa del término de la jerga de los equipos de televisión "Immy", el apodo de un "orticón de imagen", un tubo de cámara que se utilizaba en las cámaras de televisión.
En la década de 1950, la ATAS amplió los Emmys hasta convertirlos en un evento nacional para premiar a los programas emitidos en todo el país por televisión abierta. En 1955, la Academia Nacional de las Artes y las Ciencias de la Televisión (NATAS) se formó en la ciudad de Nueva York como una organización hermana para servir a los miembros de la Costa Este. Mientras que la ATAS mantuvo una ceremonia separada para honrar los programas emitidos localmente en el área de Los Ángeles, la NATAS estableció capítulos regionales en el resto de los Estados Unidos, y cada uno desarrolló su propia ceremonia local de los Emmy para la programación local.
En un principio, sólo se celebraba una ceremonia de los Emmy al año para premiar a los programas emitidos a nivel nacional en Estados Unidos. En 1974, se celebró la primera ceremonia de los Daytime Emmy para premiar específicamente los logros de la programación diurna nacional. Pronto le siguieron otras ceremonias de los Emmy por áreas específicas. Además, a principios de la década de 1970 se crearon los Premios Emmy Internacionales, que reconocen los programas de televisión producidos y emitidos inicialmente fuera de los Estados Unidos, se crearon a principios de la década de 1970. Mientras tanto, todos los Emmys concedidos antes de la aparición de estos eventos separados y específicos de cada área aparecen junto con los Primetime Emmy Awards en los registros oficiales de la ATAS.
En 1977, debido a diversos conflictos, la ATAS y la NATAS rompieron sus vínculos. Acordaron compartir la propiedad de la estatuilla y la marca de los Emmy, y cada una de ellas se encargó de administrar un conjunto específico de eventos de premiación. Hubo una excepción con respecto a los Premios de Ingeniería (aquellos que honran a individuos, compañías u organizaciones científicas o técnicas en reconocimiento de desarrollos y contribuciones significativas a los aspectos de ingeniería y tecnología de la televisión): La NATAS sigue administrando los Technology & Engineering Emmy Awards, mientras que la ATAS se encarga de los Primetime Engineering Emmy Awards por separado.
Con el auge de la televisión por cable en la década de 1980, los programas por cable pudieron optar por primera vez a los Emmys en horario de máxima audiencia en 1988, y a los Emmys diurnos en 1989. En 2011, la ABC Television Network canceló las telenovelas All My Children y One Life to Live, y vendió los derechos de licencia de ambos programas a la productora Prospect Park para que pudieran continuar en streaming de televisión; esto llevó a NATAS a crear una nueva categoría de los Emmys Diurnos para la ceremonia de 2013 para honrar a dichas series sólo en la web. La ATAS también comenzó a aceptar programas originales de televisión en streaming en 2013.
En diciembre de 2021, la ATAS y la NATAS anunciaron un importante reajuste de las ceremonias de los premios Emmy nacionales en respuesta al crecimiento de los programas de televisión en streaming, difuminando las líneas para determinar qué programas entran en el Daytime o en el Primetime. El alcance de cada una de las ceremonias girará ahora en torno a factores como la temática y la frecuencia de dicha programación, en lugar de partes del día. Entre los principales cambios, los dramas diurnos permanecerían en los Emmys diurnos, pero la mayoría de los demás dramas y comedias guionizados se trasladarían a los Emmys en horario de máxima audiencia, toda la programación infantil se trasladaría a los recién creados Emmys infantiles y familiares que los NATAS anunciaron previamente en noviembre de 2021, [Los programas de desayuno se trasladarían de los Emmys diurnos a los Emmys de noticias y documentales, y los programas de entrevistas se dividirían entre los Emmys diurnos y los Emmys en horario de máxima audiencia en función de "las características de formato y estilo que reflejan la programación actual en el espacio diurno o nocturno". El reajuste de los programas de juegos y las categorías de programación instructiva se determinará más adelante en 2023.

## Organizaciones
Tres organizaciones relacionadas presentan los Emmy:
- La Academia de Artes y Ciencias de la Televisión (Academy of Television Arts & Sciences) honra a la televisión en horario Diurno (primetime). No incluye deportes.
- La Academia Nacional de Artes y Ciencias de la Televisión (National Academy of Television Arts & Sciences) reconoce la programación deportiva, documental y noticiera en horarios diurnos.
- La Academia Internacional de Artes y Ciencias de la Televisión (International Academy of Television Arts & Sciences) honra la programación originaria fuera de los Estados Unidos.

Los más conocidos son los Premios Primetime Emmy, seguidos por los Premios Daytime Emmy, ambos tienen sus categorías de los Emmy a las Artes Creativas (Creative Arts Emmys).

## Historia de la estatuilla

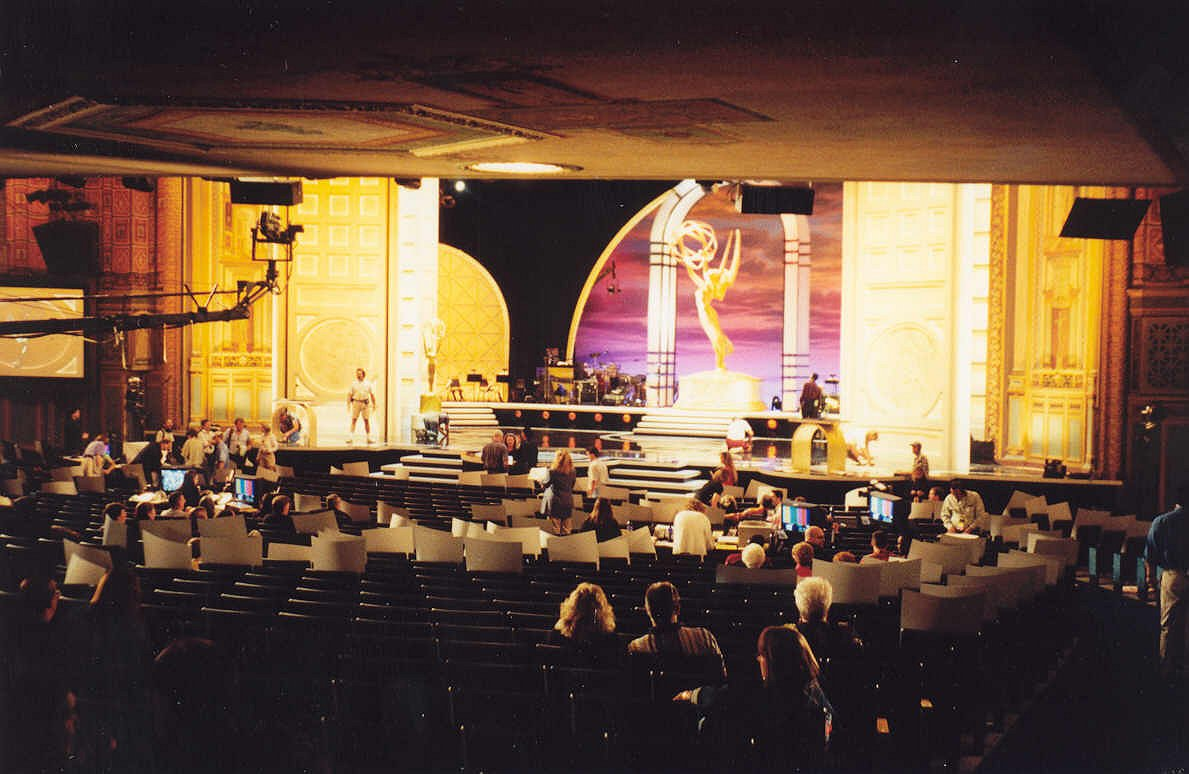
Entrega de los premios Emmy

Tuvo sus orígenes en el término Immy, que se usó en los primeros tiempos de la televisión para identificar el tubo de registro de imágenes de las cámaras. Las iniciales de la palabra "imagen" en diminutivo, Immy, se transformaron en el nombre Emmy, de carácter más femenino. La estatuilla, que representa a una mujer, la diseñó el ingeniero Louis McManus, cuyo modelo fue su esposa. Su estatua fue la última en llegar de las 48 que se presentaron al concurso convocado, y ganó la competición.
Las alas representan la musa del arte y el átomo representa el "electrón de la ciencia".

## Premios Primetime Emmy
Los premios Primetime Emmy son presentados en reconocimiento a la excelencia en la programación televisiva estadounidense en horario primetime. La ceremonia es celebrada a mediados de septiembre, el domingo antes del comienzo de la temporada televisiva de otoño.
Las cadenas ABC, CBS, NBC y Fox rotan para emitir los premios por televisión cada año.
En España la última edición la emitió en directo en integra la cadena DKISS.
En Hispanoamérica se emiten cada año en TNT y TNT Series.

## Premios Hispanictime Emmy
Los Premios Hispanictime Emmy son presentados en reconocimiento a la excelencia en la programación televisiva estadounidense de habla hispana en horario (Hispanictime). Fueron celebrados por primera vez durante la celebración de los premios Primetime Emmy y Los premios Daytime Emmy en 2002.
Las cadenas Univision, Telemundo y Azteca América rotan para emitir los premios por televisión cada año.
En España la última edición la emitió en directo íntegramente la cadena DKISS.
En Hispanoamérica la última edición la emitió en directo íntegramente las cadenas: Azteca Uno (México), Azteca Guatemala, Azteca Honduras y TNT Latinoamérica.

## Premios Daytime Emmy

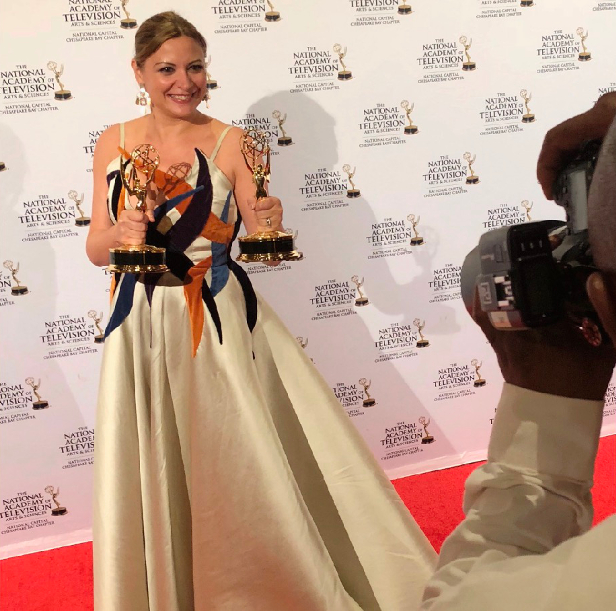
La directora de noticias de WZDC-CD, María Rozman, ganadora de tres premios Emmy regionales de Nacional Capitol/Chesapeake Bay en 2018.

Los premios Daytime Emmy son presentados en reconocimiento a la excelencia en la programación televisiva estadounidense en horarios diurnos. Fueron celebrados por primera vez durante la celebración de los premios Primetime Emmy en 1972, consiguiendo una ceremonia propia en 1974.

## Premios Deportivos
Los premios Emmy de Deportes se presentan para la excelencia en la programación deportiva. La ceremonia de premiación tiene lugar cada primavera, por lo general en algún momento en las últimas dos semanas en abril o la primera semana de mayo, y se lleva a cabo en una noche de lunes en Nueva York .

## Premios Emmy Internacional
Los premios Emmy Internacional son presentados desde 1973 por la Academia Internacional de Artes y Ciencias de la Televisión a programas de televisión que han sido producidos y transmitidos fuera de los Estados Unidos. La entrega se lleva a cabo en la ciudad de Nueva York. Incluye toda la programación en versión original inglés emitida por al menos un canal de TV en abierto de ámbito nacional de al menos un país.
En España la última edición la emitió en directo en integra la cadena DKISS.

## Noticias y Documental
El documental y los premios Emmy de Noticias se otorgan a la excelencia en las noticias nacionales y la programación de documentales. La ceremonia de premiación se celebra cada otoño.

## Tecnología e Ingeniería
La Ingeniería y Tecnología de los premios Emmy se otorgan a los individuos, empresas, o para organizaciones científicas o técnicas, en reconocimiento de los progresos y las contribuciones a la ingeniería y aspectos tecnológicos de la televisión.

## Premios regionales
Hay 20 secciones regionales repartidas por todo Estados Unidos que conceden premios regionales para reconocer la excelencia en todos los mercados regionales de televisión, incluida la programación de estado a estado, así como las noticias locales y los programas producidos localmente. Diecinueve de los capítulos regionales están afiliados a NATAS, mientras que ATAS, con sede en Los Ángeles, actúa como el capítulo regional que sirve al área de Los Ángeles.
| Capítulo regional                                 | Áreas de influencia                                                                                   |
| ------------------------------------------------- | --- |
| Boston / Nueva Inglaterra                         | Maine, Massachusetts, Nuevo Hampshire, Rhode Island y Vermont; la mayor parte de Connecticut.         |
| Chicago / Medio Oeste                             | Partes de Illinois, Indiana y Wisconsin                                                               |
| Highlands Ranch / Heartlands                      | Colorado, Wyoming, Kansas y Oklahoma; partes de Nebraska                                              |
| Dallas / Lone Star                                | Texas; partes de Nuevo México                                                                         |
| Los Ángeles                                       | Área metropolitana de Los Ángeles                                                                     |
| Brecksville / Grandes Lagos                       | Partes de Indiana, Ohio y Pensilvania                                                                 |
| Southfield / Míchigan                             | Míchigan                                                                                              |
| Arkansas / Mid-America                            | Arkansas, Iowa y Misuri; partes de Illinois y Luisiana                                                |
| Delaware / Mid-Atlantic                           | Delaware; la mayor parte de Pensilvania; partes de Nueva Jersey y Ohio                                |
| Nashville / Midsouth                              | Carolina del Norte, Tennessee                                                                         |
| Maryland / Capitolio Nacional/Bahía de Chesapeake | Maryland, Virginia y Washington, D. C.                                                                |
| Nueva York                                        | Nueva York; partes de Connecticut y Nueva Jersey                                                      |
| Alaska / Noroeste                                 | Alaska, Idaho, Montana, Oregón y Washington                                                           |
| Kentucky / Valle de Ohio                          | Kentucky y Virginia Occidental; partes de Indiana y Ohio                                              |
| San Diego / Pacífico Suroeste                     | La mayor parte del sur de California (excepto el área metropolitana de Los Ángeles); partes de Nevada |
| Montañas Rocosas / Suroeste                       | Arizona y Utah; la mayor parte de Nuevo México; partes del sur de California                          |
| San Francisco / Norte de California               | Norte de California y Hawai; partes de Nevada                                                         |
| Atlanta / Sureste                                 | Mississippi y Carolina del Sur; la mayor parte de Alabama y Georgia                                   |
| Suncoast                                          | Florida; partes de Alabama, Luisiana y Georgia                                                        |
| Minnesota / Medio Oeste Superior                  | Minnesota, Dakota del Norte y Dakota del Sur; partes de Nebraska y Wisconsin                          |